# Gadolinium(III)-iodid
Gadolinium(III)-iodid ist eine anorganische chemische Verbindung des Gadoliniums aus der Gruppe der Iodide.

## Gewinnung und Darstellung
Gadolinium(III)-iodid kann durch Reaktion von Gadolinium mit Iod gewonnen werden.
{\displaystyle \mathrm {2\ Gd+3\ I_{2}\longrightarrow GdI_{3}} }
Ebenfalls möglich ist die Darstellung durch Reaktion von Gadolinium mit Quecksilber(II)-iodid im Vakuum bei 500 °C.
{\displaystyle \mathrm {2\ Gd+3\ HgI_{2}\longrightarrow 2\ GdI_{3}+3\ Hg} }
Gadolinium(III)-iodid-hydrat kann durch Entwässerung mit einem hohen Überschuss an Ammoniumiodid (da die Verbindung zu Hydrolyse neigt) in das Anhydrat umgewandelt werden.

## Eigenschaften
Gadolinium(III)-iodid ist ein gelber stark hygroskopischer Feststoff mit einer Kristallstruktur von Bismut(III)-iodid-typ. An Luft nimmt er rasch Feuchtigkeit auf und bildet Hydrate. Bei erhöhter Temperatur bilden sich auch leicht das entsprechende Oxidiodid.